# Cantón de Archiac
El cantón de Archiac era una división administrativa francesa, que estaba situada en el departamento de Charente Marítimo y la región de Poitou-Charentes.

## Composición
El cantón estaba formado por diecisiete comunas:
- Allas-Champagne
- Archiac
- Arthenac
- Brie-sous-Archiac
- Celles
- Cierzac
- Germignac
- Jarnac-Champagne
- Lonzac
- Neuillac
- Neulles
- Saint-Ciers-Champagne
- Sainte-Lheurine
- Saint-Eugène
- Saint-Germain-de-Vibrac
- Saint-Maigrin
- Saint-Martial-sur-Né

## Supresión del cantón de Archiac
En aplicación del Decreto nº 2014-269 de 27 de febrero de 2014, el cantón de Archiac fue suprimido el 22 de marzo de 2015 y sus 17 comunas pasaron a formar parte del nuevo cantón de Jonzac.